# Wilhelmsdorf (Brandenburg an der Havel)

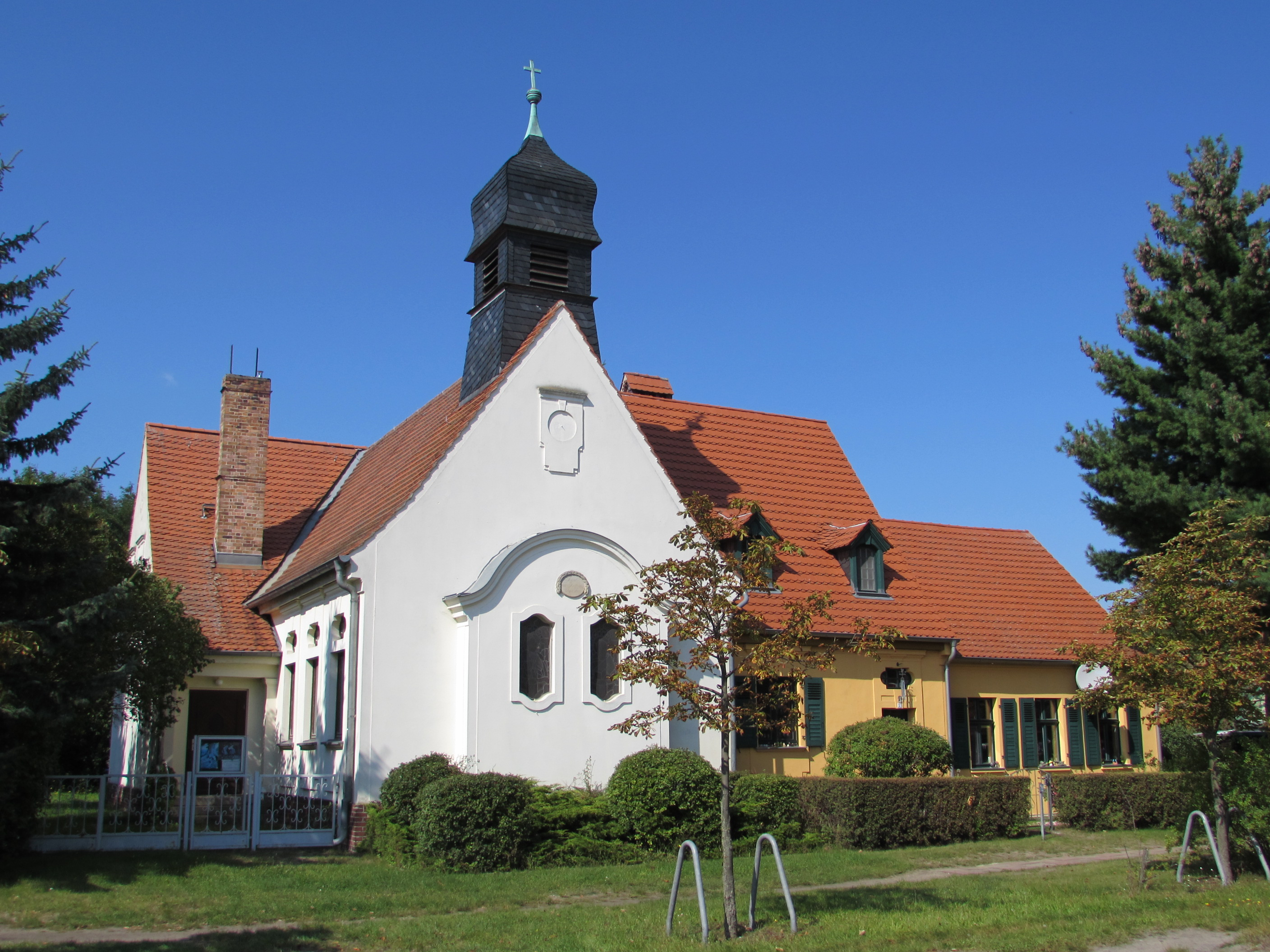
Schul- und Bethaus

Wilhelmsdorf ist ein Wohnplatz in Brandenburg an der Havel und gehört zum Stadtteil Neustadt.

## Lage und Geschichte
Wilhelmsdorf liegt etwa sechs Kilometer südwestlich von Brandenburgs Stadtmitte. 
Wilhelmsdorf wurde 1754 als Neudorf an der alten Heerstraße Brandenburg–Magdeburg und einem Abzweig nach Zerbst gegründet. Im gleichen Jahr wurde von König Friedrich II. eine Barchentmanifaktur vor Ort errichtet. Im Jahre 1824 erhielt der Ort den heutigen Namen. Nachdem die Barchentherstellung aufgegeben worden war, war es eine Siedlung für Kleinbauern. 1825 schuf Johann Gottfried Bröse den Krugpark, eine Attraktion waren die Pflanzungen von Dahlien. Im Jahre 1851 wurde das Brösedenkmal errichtet. Ende des 19. Jahrhunderts wurde der „Neue Krug“ eröffnet, der Ort wurde ein Ausflugsziel. 1937 wurde der Ort nach Brandenburg eingemeindet.
Wenige Tage vor dem Einmarsch der Roten Armee im Mai 1945 verhinderte der Kommunist Wolfgang Bogler die Zerstörung des Ortes, indem er durch Hissen einer weißen Fahne die kampflose Übergabe des Ortes an die Befreier organisierte.

## Baudenkmale
Für Wilhelmsdorf sind fünf Baudenkmale ausgewiesen.
- Schul- und Bethaus oder Dorfkirche, Wilhelmsdorf 8: Der Kirchenbau wurde 1906 erbaut und besteht aus Betsaal und ehemaligen Schulsaal. Der Grundriss ist winkelförmig, im Süden befindet sich der Betsaal, im Nordwesten der ehemalige Schulraum. Auf dem Dach des Betsaals befindet sich ein Dachreiter.
- Küster- und Lehrerhaus, Wilhelmsdorf 8, direkt angebaut an die Dorfkirche.
- Schulbau, Wilhelmsdorf 6d: bestehend aus dem ehemaligen „Neuen Krug“, einem westlichen Anbau und dem Schulbau von 1949.
- Container: Die Transportable Raumerweiterungshalle wurde in den 1970er Jahren aufgestellt. Sie befindet sich zwischen den Grundstücken Wilhelmsdorf 7a und 7b.
- Brösedenkmal: im Krugpark.

## Verkehr
Im ÖPNV ist Wilhelmsdorf durch die Buslinie B/522 der Verkehrsbetriebe Brandenburg an der Havel angeschlossen.
Nördlich von Wilhelmsdorf verläuft die Bahnstrecke Berlin–Magdeburg.